# Son pain quotidien
Pour plus de détails, voir Fiche technique et Distribution.
Son pain quotidien (Usi Roti) est un film indien réalisé par Mani Kaul , sorti en 1970.

## Synopsis
Sucha Singh est chauffeur de bus dans le Pendjab. Tous les jours, sa femme Balo lui prépare son déjeuner.

## Fiche technique
- Titre original : Uski Roti
- Titre français : Son pain quotidien
- Réalisation : Mani Kaul
- Scénario : Mani Kaul d'après Mohan Rakesh
- Pays d'origine : Inde
- Format : Couleurs - 35 mm - Mono
- Genre : drame
- Durée : 110 minutes
- Date de sortie : 1970

## Distribution
- Garima : Balo
- Gurdeep Singh : Sucha Singh
- Richa Vyas : la soeur de Balo
- Savita Bajaj : la maitresse de Sucha Singh
- Lakhanpal